# Lepuropetalon
Lepuropetalon é um género botânico pertencente à família Parnassiaceae.
1. ↑  «Lepuropetalon — World Flora Online». www.worldfloraonline.org. Consultado em 19 de agosto de 2020